# 施奈特塞
施奈特塞是德国巴伐利亚州的一个市镇。总面积61.15平方公里，总人口3593人，其中男性1805人，女性1788人（2011年12月31日），人口密度59人/平方公里。